# Spaans rugbyteam (mannen)

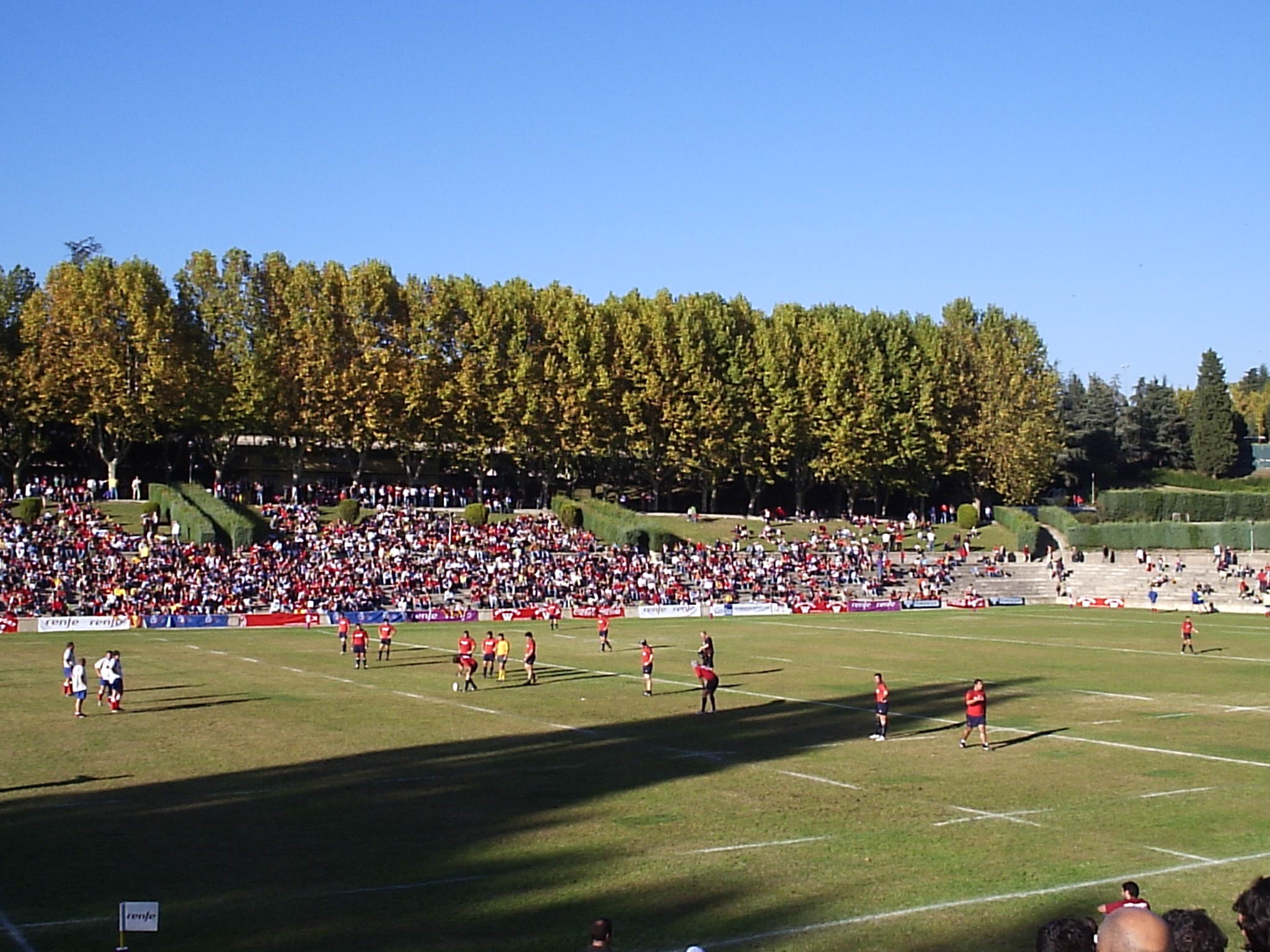
Het Spaans rugbyteam in een wedstrijd tegen Tsjechië.

Het Spaans rugbyteam is een team van rugbyers dat Spanje vertegenwoordigt in internationale wedstrijden.

## Geschiedenis
In de jaren '20 kwam de rugbysport vanuit Frankrijk naar Catalonië. Vanuit Catalonië verspreidde rugby zich naar andere delen van het land. In 1923 werd de Spaanse rugbybond opgericht en zes jaar later werd de eerste interland gespeeld. Deze interland werd met 9-0 gewonnen van Italië.
Door de nasleep van de Spaanse Burgeroorlog werden er in de jaren '40 geen interlands gespeeld. In de jaren '50 begon Spanje weer te spelen tegen andere Europese landen, dit met wisselend succes. Men speelde ook om het Europees kampioenschap. Hieraan deden de beste Europese landen behalve de Britse teams aan mee. Het beste resultaat was een derde plaats.
De eerste keer dat Spanje een interland speelde tegen een traditioneel sterk rugbyland was in 1994. In de kwalificatie voor het wk 1995 verloor Spanje met 54-0 van Wales.
In 1999 wist Spanje zich voor het eerst te kwalificeren voor het wereldkampioenschap rugby. In een groep met Zuid-Afrika, Schotland en Uruguay verloor Spanje al zijn wedstrijden. In deze drie wedstrijden wist Spanje geen enkele try te scoren.
Het rugby kon niet profiteren van zijn deelname aan het wk. Voor de volgende edities wist Spanje zich niet meer te kwalificeren en ook de resultaten in het Europees kampioenschap vielen tegen.

## Wereldkampioenschappen
Spanje heeft alleen in 1999 aan het wereldkampioenschap deelgenomen. Alle wedstrijden gingen verloren.
- WK 1987: niet uitgenodigd
- WK 1991: niet gekwalificeerd
- WK 1995: niet gekwalificeerd
- WK 1999: eerste ronde (geen overwinningen)
- WK 2003: niet gekwalificeerd
- WK 2007: niet gekwalificeerd
- WK 2011: niet gekwalificeerd
- WK 2015: niet gekwalificeerd
- WK 2019: niet gekwalificeerd